# 鄭立
鄭立（英文：Cheng Lap，1980年—）、亦稱九龍帝國、無想流流星拳和C大等，香港遊戲開發者、政治評論家、民間歷史研究者、自稱歷史學家、專欄作家、網絡小說作家、企業家，他也是台灣最大網上BBS批踢踢的網民，其文章多次被台灣傳媒引用。
鄭立曾聯同台灣歷史系研究生張承洲在2011年以中國大陸民國時期為題材，開發出電腦遊戲《民國無雙》，中华人民共和国文化部隨即以「嚴重影響國家文化安全」為由將之查禁，該遊戲也因此而揚名。

## 經歷
鄭立小時有暴力傾向，他曾自認「小學時有堆人想欺負我（可能只是改花名），很快他們就不敢欺負我了。因為我用筆刺到其中一個人爆血。用力的，連續的，往對方的手猛刺下去。試過一次後，以後見到我都會怕了。」曾為中學教師，現在是商人、企業家。仍是業餘時，開發出電腦遊戲代表作《民國無雙》。2000年，鄭立於同年度香港理工大學「中國語文教學中心徵文比賽」參賽並獲獎，惟獎項不詳。
2010年，由鄭立及張承洲等人製作的歷史戰略遊戲《民國無雙》推出後，被中華人民共和國文化部以「嚴重影響國家文化安全」為由查禁。
2011年11月，鄭立於香港註冊成立「九龍尼亞有限公司」（Kowloonia Limited），註冊資料顯示其「聯絡人」一欄登記者為鄭立。他的遊戲代表作有手機遊戲《光輝歲月》和《光輝歲月1988》。其公司旗下有漫畫部門「燃子漢工作室」，有漫畫家活人拳、趙子龍、夏阿特，出品漫畫有《鐵拳無敵孫中山》、《超級香港故事》、《拳師打殭屍》、《武神傳說》等。現時出品的漫畫有《孫文的野望》和《孫文的野望─1894年尋找李鴻章》。
2016年6月4日，鄭立作為嘉賓出席在香港中文大學學生會舉辦的聯校六四論壇，同場嘉賓有陶傑、盧斯達、陳雅明等人。

## 專欄
鄭立是一名專欄作家，在數位時代、明報、聯合報、壹週刊、茶杯雜誌等香港和台灣網上傳媒或紙本傳媒撰寫專欄文章。
2014年2月16日至8月24日期間，鄭立與胡又天於聯合報「繽紛版」發表連載專欄「電玩說書人」。

## 軼事
2015年8月24日，鄭立於個人臉書發文稱：「中山樵建立了一個國家，傳給了石岡一郎，之後傳給了尼古拉·維拉迪米洛維奇·伊利扎洛夫，最後傳給了岩里政男。」，由於此前郝柏村有關「皇民說」的言論已在台灣引起爭議，因此該文成為網絡熱話並廣泛流傳。

### 爭議
在石岡一郎這名字傳出後，臉書群組「公民醒不醒」刊登文章：「蔣中正先生真的有日文化名嗎？」，該文考究在維基百科蔣中正條目所提及名稱石田雄介的當時唯一參考來源《蔣中正先生與台灣》。該文指出《蔣中正先生與台灣》沒有這個名稱的記載。該文的作者請教了劉維開和黃自進兩名教授，前者表示沒有看過相關資料，後者則認為沒有必要另設日本化名，與一般認為在日本長期生活有日本名也是正常的看法相反，黃自進教授還稱蔣中正創辦軍聲雜誌首次以「介石」名義發布文章後沒有再用其他名字。

## 遊戲作品
- 《民國無雙》（2010年）（PC）
- 《中山立志傳》（2014年）（PC）
- 《光輝歲月》[19][20]（2015年）（iOS／Android）
- 《光輝歲月1988》（2016年）（iOS／Android）

## 個人著作
- 《世紀末魔法革命》（2006年），網路小說。
- 《第二隻甘道夫》（2008年），網路小說。
- 《有沒有XXX的八卦》（桃園：逗點文創結社，2015年）[21]，政治隨筆集
- 《救港攻略》（2016年）[22]（對《我的奮鬥》的再詮釋）
- 《華人的公民教育手冊》，由「另有其人」編集而成。
- 《今晚board game夜唔夜》（2017年）[23]
- 《光輝歲月》（2017年），同名手機遊戲的小說。[23]
- 《窮人經濟學》（2021年）
- 《創業的現實主義》（2021年）
- 《舊娛樂轟炸》（2021年）

## 九龍尼亞漫畫部出品
- 《孫文的野望 1895年：初次起義》
- 《孫文的野望 1896年：倫敦蒙難戲》

## 合作著作
- 《不真實歷史事件簿》